# Brégnier-Cordon
Brégnier-Cordon là một xã ở tỉnh Ain, vùng Auvergne-Rhône-Alpes thuộc miền đông nước Pháp.